# Lista comunelor din Médéa

Harta Algeriei cu provincia Médéa evidențiată

Din provincia Médéa fac parte următoarele comune:
- Aïn Boucif
- Aïn Ou Ksir
- Aissaouia
- Aziz
- Baata
- Benchicao
- Beni Slimane
- Berrouaghia
- Bir Ben Laabed
- Boghar
- Bou Aiche
- Bouaichoune
- Bouchrahil
- Boughezoul
- Bouskene
- Chahbounia
- Chellalat El Adhaoura
- Cheniguel
- Derrag
- Deux Bassins
- Djouab
- Draa Essamar
- El Azizia
- El Guelbelkebir
- El Hamdania
- El Omaria
- El Ouinet
- Hannacha
- Kef Lakhdar
- Khams Djouamaa
- Ksar Boukhari
- Meghraoua
- Médéa
- Medjebar
- Meftaha
- Mezerana
- Mihoub
- Ouamri
- Oued Harbil
- Ouled
- Ouled Antar
- Ouled Brahim
- Ouled Deide
- Ouled Hellal
- Ouled Maaref
- Oum El Djalil
- Ouzera
- Rebaia
- Saneg
- Sedraia
- Seghouane
- Si Mahdjoub
- Sidi Damed
- Sidi Errabia
- Sidi Naamane
- Sidi Zahar
- Sidi Ziane
- Souagui
- Tablat
- Tafraout
- Tamesguida
- Tizi Mahdi
- Tlatet Eddouair
- Zoubiria